# Ustavna zemlja Kraljevine Nizozemske
Ustavna zemlja Kraljevine Nizozemske je upravna jedinica, ustavna zemlja (konstitucijska zemlja) koja tvori Kraljevinu Nizozemsku. Danas su četiri ustavne (konstitucijske) zemlje: europska Nizozemska te iz Karipske Nizozemske, nakon raspuštanja Nizozemskih Antila Aruba, Zemlja Curaçao i Zemlja Sveti Martin. Peta ustavna zemlja bio je Surinam od proglašenja povelje Kraljevine Nizozemske (Statuut voor het Koninkrijk der Nederlanden) 15. prosinca 1954. sve do njegova osamostaljenja u Republiku Surinam 25. studenoga 1975. godine. 